# Irja Grönholm
Irja Dittmann-Grönholm (* 18. Juni 1951 in Eberswalde) ist eine deutsche Übersetzerin estnischsprachiger Literatur.

## Leben und Übersetzen
Irja Grönholm ist estnisch-schwedischer Abstammung. Sie wuchs zweisprachig deutsch und estnisch auf.
Grönholm legte 1970 ihr Abitur ab. Anschließend studierte sie bis 1974 Biologie an der Ernst-Moritz-Arndt-Universität in Greifswald.
Von 1974 bis 1984 war Grönholm wissenschaftliche Mitarbeiterin an der Akademie der Wissenschaften in Ost-Berlin. Seit 1984 ist sie freiberufliche Übersetzerin für estnische Literatur. Sie hat ein breites Spektrum an Übersetzungen aus den Bereichen Belletristik, Dramatik, Kinderbuch und Sachbuch vorgelegt.
Irja Grönholm hat unter anderem Werke von Jaan Kross, Maimu Berg, Mati Unt, Eeva Park, Mari Saat und Ervin Õunapuu sowie Theaterstücke von Jaan Tätte, Merle Karusoo, Peeter Jalakas und Tiit Ojasoo ins Deutsche übertragen. Von 1990 bis 2004 war sie Mitherausgeberin der Zeitschrift estonia.
Grönholm lebt in Berlin und Mecklenburg-Vorpommern.

## Auszeichnungen
1991 verlieh ihr der Estnische Schriftstellerverband den Preis via estica. 2008 und 2009 erhielt sie den Jahrespreis der staatlichen Stiftung Eesti Kultuurkapital.